# Kathy Hilton
Kathy Hilton, właśc. Kathleen Elizabeth Hilton, z domu Kathleen Avanzino, później Kathleen Richards  (ur. 7 kwietnia 1959 roku w Whittier, w stanie Kalifornia) – amerykańska osobistość towarzyska i aktorka, żona milionera Richarda Hiltona.

## Życiorys
Jest córką Kennetha Richardsa (1932-1998) i Kathleen Fenton (zm. marzec 2003). Ma siostry aktorki – Kim Richards (ur. 1964) oraz Kyle Richards (ur. 1969).
24 listopada 1979 poślubiła właściciela sieci hoteli Hilton, Richarda Hiltona. Ma z nim czwórkę dzieci – Paris Hilton (ur. 17 lutego 1981), Nicky Hilton (ur. 5 października 1983), Barrona Hiltona (ur. 7 listopada 1989) i Conrada Hiltona (ur. 3 marca 1994).
W 2005 roku zorganizowała konkurs Chcę żyć jak Hiltonowie (I want to be a Hilton), w którym spośród 14 uczestników wybrała jedną osobę (według jej uznania) najodpowiedniejszą do „wejścia na salony”. Nagrodą był luksusowy apartament i 200 000 dolarów.

## Filmografia
- 1970: Niania i profesor (Nanny and the Professor) jako Melodie
- 1971: Family Affair jako Carol
- 1971: Marcus Welby, lekarz medycyny (Marcus Welby, M.D.) jako Nicole
- 1971: Ożeniłem się z czarownicą (serial telewizyjny) (Bewitched) jako Robin Silverton
- 1977: Szczęśliwe dni (Happy Days) jako Gertie
- 1978: Prywatny detektyw Jim Rockford (The Rockford Files) jako Judy
- 1979: The Dark jako Shelly Warner
- 1979: On the Air Live with Captain Midnight jako dziewczyna przy Corvette
- 2008: Żar młodości (The Young and The Restless) w roli samej siebie